# FKオビリッチ
フドバルスキ・クルブ・オビリッチ（セルビア語: Фудбалски клуб Обилић, セルビア・クロアチア語: Fudbalski klub Obilić）は、セルビアのベオグラード・ヴラチャルをホームタウンとしていたサッカークラブである。

## 歴史
1924年にミロシュ・オビリッチの名を冠して創設された。
1996年のユーゴスラビア・プルヴァ・リーガB時代にジェリコ・ラジュナトヴィッチによって買収され、1996-97シーズンにユーゴスラビア・プルヴァ・リーガA昇格を優勝で決めると、翌1997-98シーズンにはレッドスター・ベオグラードとパルチザン・ベオグラードの二強以外ではユーゴスラビア崩壊以降唯一のリーグ優勝を果たした。
ラジュナトヴィッチはオビリッチ戦でゴールを決めた相手選手を脅迫し、ホームスタジアムを埋めた兵士は試合中に脅迫的な文面を叫び相手選手に銃を向けたとされている。ある選手はフォーフォーツーのインタビューでオビリッチ戦の際に誘拐されガレージに閉じ込められ出場できなかったと語った。これを受けて欧州サッカー連盟は1998年の夏にラジュナトヴィッチの裏社会との関係を理由にオビリッチの国際大会出場を禁止する可能性を示唆したため、ラジュナトヴィッチは会長を辞任し妻のスヴェトラナ・ラジュナトヴィッチにその座を譲った。

## タイトル

### 国内タイトル

#### リーグ
- ユーゴスラビア / セルビア・モンテネグロリーグ：1回
  - 1997-98

#### カップ
なし

### 国際タイトル
なし

## 欧州の成績
| シーズン | 大会                       | ラウンド  | 対戦相手                   | ホーム | アウェー | 合計 |  |
| -------- | -------------------------- | --------- | -------------------------- | ------ | -------- | ---- |  |
| 1995-96  | UEFAカップウィナーズカップ | 予選      | ディナモ・バトゥミ         | 0-1    | 2-2      | 2-3  |  |
| 1998-99  | UEFAチャンピオンズリーグ   | 予選1回戦 | ÍBヴェストマンナエイヤ     | 2-0    | 2-1      | 4-1  |  |
| 1998-99  | UEFAチャンピオンズリーグ   | 予選2回戦 | バイエルン・ミュンヘン     | 1-1    | 0-4      | 1-5  |  |
| 1998-99  | UEFAカップ                 | 1回戦     | アトレティコ・マドリード   | 0-1    | 0-2      | 0-3  |  |
| 2000     | UEFAインタートトカップ     | 1回戦     | ツィバリア・ヴィンコヴツィ | 1-1    | 1-3      | 2-4  |  |
| 2001-02  | UEFAカップ                 | 予選      | GÍゴツ                     | 4-0    | 1-1      | 5-1  |  |
| 2001-02  | UEFAカップ                 | 1回戦     | コペンハーゲン             | 2-2    | 0-2      | 2-4  |  |
| 2002     | UEFAインタートトカップ     | 1回戦     | ハカ                       | 1-2    | 1-1      | 2-3  |  |

## 歴代所属選手
- サシャ・ドラクリッチ 1994
- ミロラド・コラチ 1998-2000
- ネシュコ・ミロヴァノヴィッチ 1999
- ニコラ・ラゼティッチ 1999-2000
- ネナド・ジョルジェヴィッチ 1999-2003
- マルコ・パンテリッチ 2002
- ペタル・ヴァシリェヴィッチ 2003-2004
- アレクサンダル・ジヴコヴィッチ 2004
- ボヤン・ブルノヴィッチ 2004-2005
- スルジャ・クネジェヴィッチ 2005-2006